# Rare Americans
Rare Americans е канадска алтернативна рок група от Ванкувър, Британска Колумбия, най-известна с номинацията си за награда Juno за пробивна група на годината на наградите Juno за 2023 г.
Групата е създадена от братята Джеймс и Джаред Приестнър и включва китариста Ян Чайка и барабаниста Дюран Риц. През май 2023 г. е обявено, че китаристът Любо Иван е взел решение да напусне групата през декември 2022 г. Групата е известна със създаването на анимирани видеоклипове за повечето от песните си.
На наградите Juno за 2020 г. Бен Каплан печели наградата „Джак Ричардсън“ за продуцент на годината за работата си върху Brittle Bones Nicky на Rare Americans и It’s Alright на Mother Mother.